# جيمس شيلي
جيمس شيلي (بالإنجليزية: James Shelley)‏ هو أكاديمي نيوزيلندي، ولد في 1884، وتوفي في 1961.